# Kekrops I.

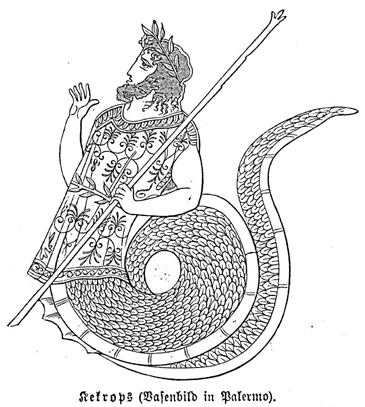
Kekrops auf einem Vasenbild in Palermo

Kekrops I. (altgriechisch Κέκροψ Kekrops, lateinisch Cecrops, deutsch „der Geschwänzte“ bzw. „Sichel“) ist eine Gestalt der griechischen Mythologie und gilt als der zweite mythische König von Attika und Begründer der Dynastie der Kekropiden. Er war nach der Sage ein Autochthone, also von der Erde geboren ohne leibliche Eltern. Seine Gestalt dachte man sich als halb Mann, halb Drache. So zeigt ihn auch ein Vasenbild des Nationalmuseums in Palermo.

## Familie
Pausanias nennt als ersten König Attikas Aktaios. Kekrops heiratete Aglauros (auch ein Beiname der Athene, mit Bezug auf den Segen des Feldbaues), die Tochter des Aktaios, und erlangte so den Königsthron; sie hatten vier Kinder, den Erysichthon, die Aglauros, Herse und Pandrosos (Wesen göttlicher Natur, die mit dem Dienste der Athene in Zusammenhang standen). Da Erysichthon noch zu Lebzeiten des Kekrops starb, wurde Kranaos sein Nachfolger.

## Taten und Mythos
Kekrops vereinte die Urbewohner Attikas und teilte sie auf zwölf Demen (Gemeinden) auf: Kekropia, Tetrapolis, Epakria, Dekelea, Eleusis, Aphidna, Thorikos, Brauron, Kytheros, Sphettos, Kephisia und Phaleron. Er führte eine Volkszählung durch, bei der jeder Einwohner einen Stein mitbrachte. Kekrops baute die Burg Kekropia (Κεκροπία) auf der Akropolis, weshalb er als Gründer Athens gilt. Er führte die Ehe, die ersten staatlichen Einrichtungen und das Recht auf Eigentum ein. Kekrops schreibt man auch die Einführung unblutiger Opfer und die Erdbestattung der Toten zu.
Als Schiedsrichter in dem Streit zwischen Poseidon und Athene um den Besitz von Attika bestimmte er die Nützlichkeit eines Geschenks als ausschlaggebend. Poseidon schuf das Pferd oder nach anderen antiken Autoren eine salzige Quelle auf der Akropolis; Athene pflanzte am Pandroseion den so wichtigen Ölbaum und erhielt darauf das Land, dem sie den Namen Attika gab.
Kekrops war der Heros eines altpelasgischen, über Attika, Böotien und die Umgegend verbreiteten Stammes; die ägyptische Herkunft, welche man ihm zuschreiben wollte, ist längst widerlegt. Auch ein weiterer sagenhafter König von Attika Kekrops II. trug diesen Namen.
Sein Grab befindet sich auf der Akropolis von Athen unter der Korenhalle des Erechtheions. In Haliartos, einer Stadt in Böotien, gab es in der Antike ein Heroon des Kekrops.
Nach einer Überlieferung des attischen Komödiendichters Eubulos wurde er als Wassermann unter die Sternbilder aufgenommen, weil er den Göttern Wasser opferte, da die Weinherstellung noch unbekannt war.